# 真軟甲亜綱
真軟甲亜綱 (しんなんこうあこう、学名: Eumalacostraca) は、軟甲綱の甲殻類を大きく分ける分類群の1つである。軟甲類の大部分の種類を含み、約4万種が記載されている。本亜綱以外の軟甲類は、コノハエビ亜綱（コノハエビ類を含む）とトゲエビ亜綱（シャコ類などを含む）として区別される。真軟甲亜綱の軟甲類は、先節以降から19節の体節（頭部5節+胸部8節+腹部6節、トゲエビ亜綱に共通）と2本の鞭状部をもつ第1触角（コノハエビ亜綱に共通）をあわせもつ同時に、不動の額角・胸部に集約する心臓・腹部を丸まって後退する行動などを特徴とする。

## 分類
本亜綱は Grobben 1892 によって最初に創設され、当時ではシャコ目まで含め、この分類体系は21世紀まで一部の文献記載にも採用されたが、シャコ目を奇游目とともにトゲエビ亜綱として区別される分類体系の方が一般的である。
Martin & Davis 2001 によると、真軟甲亜綱に含められる目は次の通り（絶滅群は「†」で示す）。
- 厚エビ上目 Syncarida Packard, 1885
  - †パレオカリス目 Palaeocaridacea
  - ムカシエビ目 Bathynellacea Chappuis, 1915
  - アナスピデス目 Anaspidacea Calman, 1904
- フクロエビ上目 Peracarida Calman, 1904
  - スペレオグリフス目 Spelaeogriphacea Gordon, 1957
  - テルモスバエナ目 Thermosbaenacea Monod, 1927
  - ロホガステル目 Lophogastrida Sars, 1870
  - アミ目 Mysida Haworth, 1825
  - ミクトカリス目 Mictacea Bowman, Garner, Hessler, Iliffe & Sanders, 1985
  - 端脚目 Amphipoda Latreille, 1816
  - 等脚目 Isopoda Latreille, 1817
  - タナイス目 Tanaidacea Dana, 1849
  - クーマ目 Cumacea Kroyer, 1846
- ホンエビ上目 Eucarida Calman, 1904
  - オキアミ目 Euphausiacea Dana, 1852
  - アンフィオニデス目 Amphionidacea Williamson, 1973
  - 十脚目 Decapoda Latreille, 1802